# Oratorio dei Santi Ludovico e Gherardo
L'oratorio dei Santi Ludovico e Gherardo è una piccola chiesa di Siena, situata in piazza San Francesco.

## Storia e descrizione

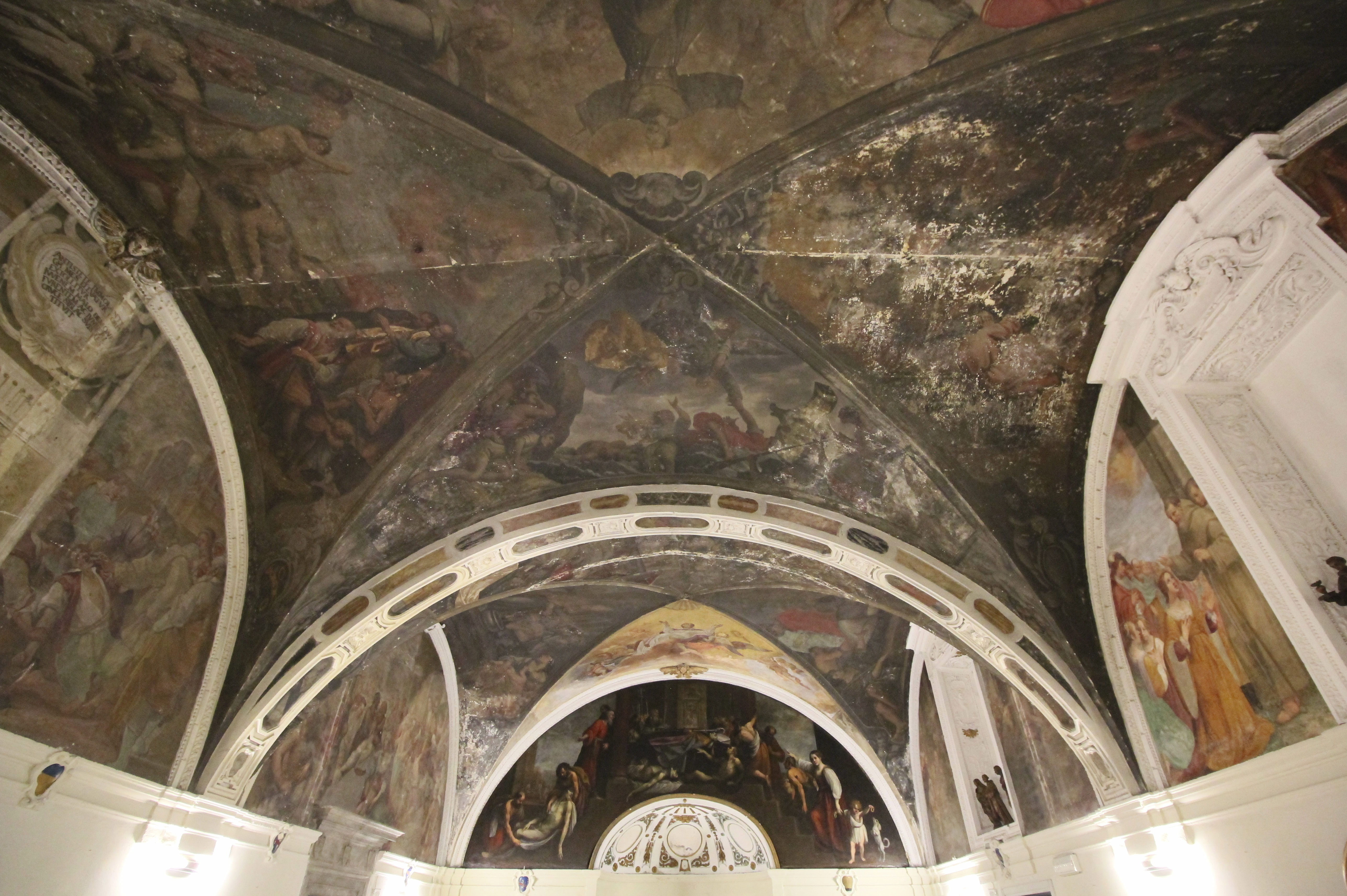
Gli affreschi della volta

Appartenuto ad una confraternita attestata fin dal 1458, è oggi in cattivo stato di conservazione. Le due campate all'interno presentano un rilevante ciclo di affreschi seicenteschi con Storie dei santi titolari eseguite da Deifebo Burbarini, Rutilio Manetti, Annibale Mazzuoli ed Astolfo Petrazzi; a quest'ultimo si deve pure la tela con i Miracoli del corpo di san Ludovico posta nella zona absidale.